# Kuchinoerabujima

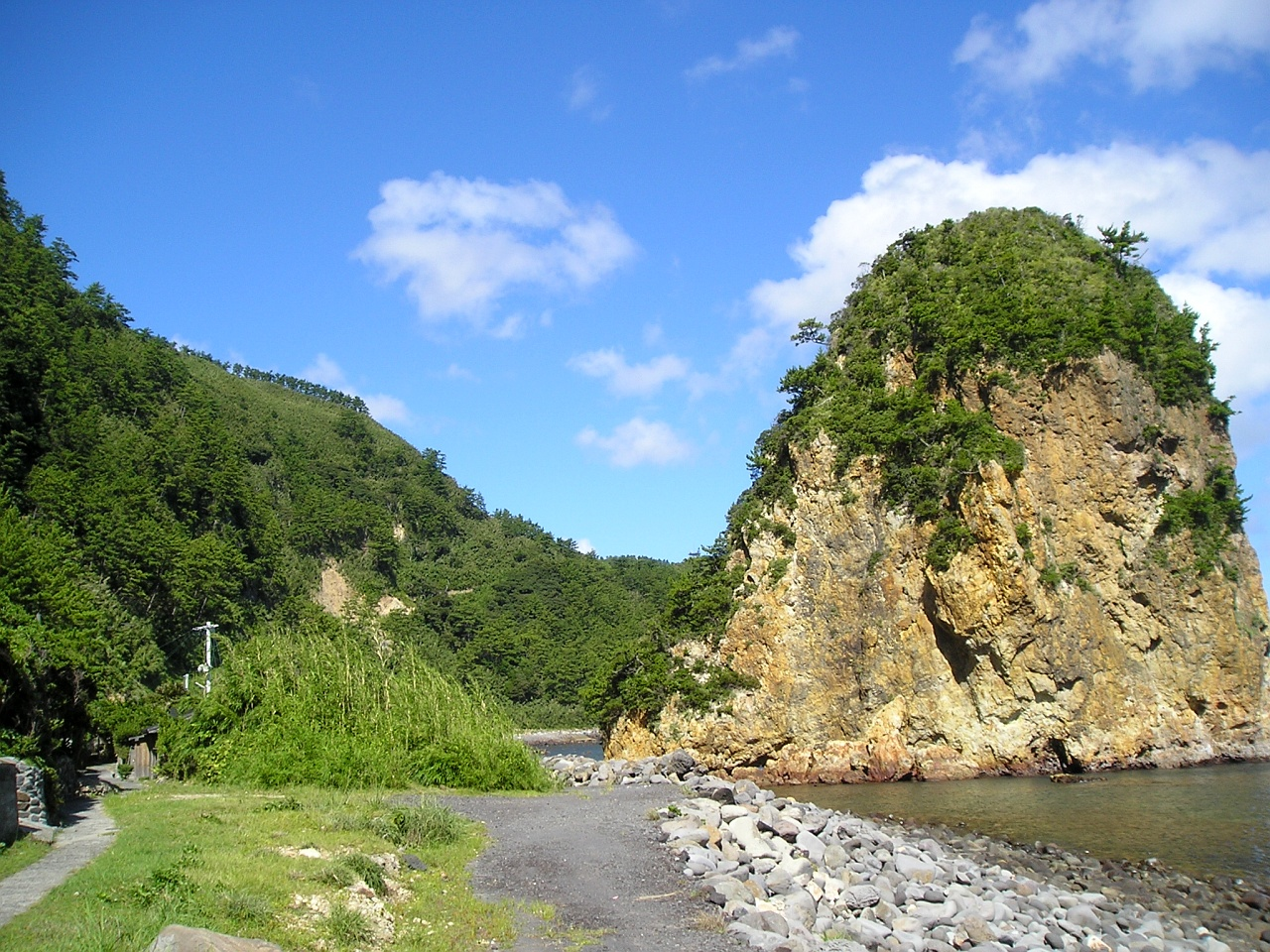
Kuchinoerabujima

Kuchinoerabujima è una piccola isola vulcanica appartenente all'arcipelago delle Isole Ōsumi, in Giappone ed amministrata dalla Prefettura di Kagoshima.
Ha una superficie di 38 38 km² ed un clima subtropicale ed una popolazione di circa 170 abitanti.